# Dora Dougherty Strother
Le Dr Dora Jean Dougherty Strother (née le 27 novembre 1921 et morte le 19 novembre 2013), aussi connue sous les noms Dora Dougherty McKeown et Dora Strother McKeown,, est principalement connue pour avoir fait partie du Woman Airforce Service Pilots (WASP) et pour avoir été pilote de démonstration du B-29 Superfortress. Elle a été pilote de chasse américaine, ingénieure chez Bell Aircraft, instructrice à l'université de l'Illinois et pilote de test d'hélicoptères pour Bell Aircraft.
Strother obtient un doctorat en enseignement de l'aviation en 1955 à l'université de New York. Elle reçoit également le prix Amelia Earhart pour ses résultats académiques, et fait partie du Temple de la renommée de l'aviation militaire. En 1966, elle reçoit l'Achievement Award de la part de l'Association américaine des femmes diplômées des universités. En 1987, elle rejoint le Temple de la renommée des femmes du Texas. Strother est aussi une Whirly-Girl, c'est-à-dire une membre de l'International Women Helicopter Pilots, une organisation qui appartient à l'Association internationale des hélicoptères.

## Biographie
Elle naît le 27 novembre 1921.
Elle meurt le 19 novembre 2013, à 91 ans, à Fort Worth.

## Carrière

### Carrière de WASP
En 1940, Strother obtient un certificat de pilote via le Civilian Pilot Training Program mis en place par l'autorité de l'aéronautique civile. Elle devient ensuite la sixième femme de l'histoire américaine à obtenir un permis de pilote de transport civil. La demande importante d'hommes pilotes pendant la seconde guerre mondiale ouvre la porte aux programmes de formation pour les femmes. Au début, deux programmes séparés sont organisés : le Women's Auxiliary Ferrying Squadron (WAFS), dirigé par Nancy Harkness Love et le 319e Women's Flying Training Detachment (WFTD), dirigé à Houston par Jacqueline Cochran. Les programmes sont fusionnés en 1943 sous le nom de Women’s Airforce Service Pilots (WASP) et le nouveau programme est dirigé par Cochran. Dora Jean Dougherty Strother se porte volontaire et rejoint la troisième promotion du programme (43-3).
Le travail de pilote de Strother au sein du programme WASP inclut l'entraînement au vol, le transport de cibles pour les artilleurs anti-aviation, les transports de vivres, et le travail en tour de contrôle. Les WASPs, Strother incluse, utilisent presque tous les types d'avion de l'armée de l'air américaine, pour la liaison, pour l'entraînement et pour le transport de marchandises. Elles entraînent aussi d'autres pilotes, leur apprenant à piloter des avions de chasse et des bombardiers comme le B-29.
En 1944, elle est sélectionnée aux côtés de sa camarade WASP Dorothea Johnson Moorman par le lieutenant-colonel Paul W. Tibbets pour apprendre à piloter le bombardier lourd Boeing B-29 Superfortress. L'avion est considéré trop dangereux et difficile à manier, et Tibbets estime que les deux femmes peuvent apprendre à le piloter, pour prouver son efficacité. Après quatre jours d'entraînement, Strother et Moorman volent de Birmingham, Alabama, à Clovis, Nouveau-Mexique. Elles emmènent ensuite des équipes masculines sur leurs vols pour les entraîner et pour montrer qu'il est possible de piloter le B-29.
Après avoir piloté 23 modèles différents, Strother quitte l'armée de l'air américaine le 20 décembre 1944.

### Enseignement et ingénierie
Après la dissolution des WASP, de 1944 à 1949, Strother enseigne le pilotage sur différents terrains de vol des États-Unis. Ensuite, elle commence à travailler à l'université de l'Illinois, où elle dispense des cours de pilotage. Au début des années 1950, elle commence à étudier formellement l'enseignement de l'aviation, et elle obtient un doctorat de l'université de New York en 1955. La même année, elle reprend son rôle d'enseignante à l'université de l'Illinois, en tant que chief research pilot, et y reste jusqu'en 1957.
En 1958, Strother commence à travailler pour Bell Aircraft en tant qu'ingénieure : elle y conçoit des cockpits d'hélicoptères. Bien qu'habituée à l'origine aux avions, elle devient experte de la conduite d'hélicoptères et devient pilote de test pour l'entreprise. Après trente-quatre heures de vol, elle bat un record du monde d'altitude (19 406 pieds - 5 915 mètres) et de distance (404,36 miles - 650,75 kilomètres - en ligne droite). Le record d'altitude est battu à l'aide d'un hélicoptère Bell 47G-3. Ces records, qu'elle atteint en 1961, seront dépassés en 1966.

## Postérité
Quand Strother prend sa retraite de Bell Helicopter, elle intègre l'U.S. Army Science Board. Elle est reconnue pour son travail dans trois associations professionnelles qui la considèrent comme membre associée : l'Association américaine de psychologie, l'American Helicopter Society, et la Human Factors Society of America.
Le témoignage de Strother contribue à la reconnaissance du service au sein des WASP comme un véritable service militaire, ce qui ouvre aux femmes pilotes de la Seconde Guerre mondiale l'accès au statut d'ancien combattant, avec les droits qui y sont associés. Le 23 novembre 1977, pour Thanksgiving, le président Jimmy Carter signe cette décision (PL 95-202), qui s'applique à toutes les membres des WASP.
En 1987, elle est ajoutée au Temple de la renommée des femmes du Texas.